# جورج لوكاس
جورج والتون لوكاس جونيور (بالإنجليزية: George Lucas)‏ (وُلد في 14 مايو 1944): هو صانع أفلام أمريكي، ورائد أعمال محب للخير. اشتهر لوكاس بإنتاج سلسلتي أفلام حرب النجوم وانديانا جونز، وتأسيس شركة لوكاس فيلم، ولوكاس آرت، وإندستريال لايت آند ماجيك للإنتاج. ترأس لوكاس شركة لوكاس فيلم قبل أن يبيعها لشركة والت ديزني.
بعد تخرجه في جامعة كاليفورنيا الجنوبية في عام 1967، شارك في تأسيس شركة أمريكان زوتروب للإنتاج بالتعاون مع صانع الأفلام فرانسيس فورد كوبولا. ألف لوكاس سيناريو «تي إتش إكس 1138» عام 1971 وأخرجه، وهو فيلم مستوحى من فيلم قصير صنعه لوكاس عندما كان طالبًا. على الرغم من أن الفيلم لاقى استحسان النقاد، فشل في تحقيق أي أرباح. وبعدها شارك لوكاس في كتابة فيلم «زخرفة أمريكية» (1973) وإخراجه، وهو مستوحى من فترة شبابه في مطلع العقد 1960 في موديستو، كاليفورنيا، الذي أنتجته شركة لوكاس فيلم المُنشأة حديثًا. نجح الفيلم على الصعيد التجاري والنقدي، وحصل على خمسة ترشيحات لجائزة الأوسكار من بينها جائزة أفضل فيلم.
واجه فيلم لوكاس التالي، أوبرا الفضاء الملحمية «حرب النجوم» (1977)، عدة صعوبات في إنتاجه ولكنه حقق نجاحًا باهرًا غير متوقع، وتصدّر قائمة أعلى الأفلام دخلًا حينها، وفاز بستة جوائز أوسكار، مُشعلًا بذلك فتيل ظاهرة ثقافية جديدة. أنتج لوكاس الأجزاء المتتمة لحرب النجوم («الإمبراطورية تعيد الضربات» (1980)، و«عودة الجيداي» (1983)) وشارك في تأليفها. تعاون لوكاس مع مخرج الأفلام ستيفن سبيلبرغ في صناعة سلسلة أفلام إنديانا جونز وإنتاجها وتأليفها: «سارقو التابوت الضائع» (1981)، و«إنديانا جونز ومعبد الهلاك» (1984)، و«الحملة الأخيرة» (1989)، و«إنديانا جونز ومملكة الجمجمة الكريستالية» (2008). بالإضافة إلى ذلك أنتج لوكاس تشكيلة متنوعة من الأفلام ومسلسلات التلفاز بفضل شركة لوكاس فيلم للإنتاج بداية من العقد 1970 حتى العقد 2010.
في عام 1997 أصدر لوكاس إصدارًا خاصًا من ثلاثية حرب النجوم يشمل عدة تعديلات على الأفلام الأصلية. ثم صدرت نسخ خاصة بوسائط المنازل لتشمل المزيد من التعديلات في عامي 2004 و2011. عاد لوكاس من جديد إلى ساحة أفلام الخيال العلمي بإخراجه ثلاثية الأفلام التمهيدية لسلسلة حرب النجوم التي شملت: «حرب النجوم: الحلقة الأولى – تهديد الشبح» (1999)، «حرب النجوم: الحلقة الثانية – هجوم المستنسخين» (2002)، و«حرب النجوم: الحلقة الثالثة – انتقام السيث» (2005). شارك لوكاس في إنتاج سلسلة «حرب النجوم: حروب المستنسخين» (2008–2014، 2020)، وفيلم الحرب «الذيول الحمراء» (2012)، وفيلم الرسومات المتحركة المحوسبة«سترينج ماجيك» (2015).
يُعد لوكاس أحد أنجح صناع الأفلام في التاريخ، ورُشح للفوز بأربعة جوائز أوسكار. وأفلامه ضمن قائمة أعلى 100 فيلم دخلًا في شباك تذاكر أمريكا الشمالية مع مراعاة تضخم أسعار التذاكر. يُعد لوكاس شخصية هامة في حركة هوليوود الجديدة التي نشأت في القرن العشرين.

## الجوائز والتكريمات
منح معهد الفيلم الأمريكي جورج لوكاس جائزة إنجاز العمر في 9 يونيو 2005 بعد فترة قصيرة من إصدار «حرب النجوم: الحلقة الثالثة – انتقام السيث». مزح لوكاس بشأن ذلك قائلًا إن سلسلة حرب النجوم في نظره فيلم واحد فقط، لذا فهو يستحق تلك الجائزة في هذا الوقت بالتحديد؛ لأنه «توقف عن التكاسل وعاد لينتهي مما فعله».
رُشح لوكاس للفوز بأربع جوائز أوسكار: جائزتا أفضل كتابة وأفضل إخراج عن كلٍ من فيلم «زخرفة أمريكية»، وفيلم «حرب النجوم». فاز لوكاس بجائزة إيرفينغ ثالبرغ التذكارية عام 1991. وحضر إلى حفل توزيع جوائز الأوسكار التاسع والسبعين في عام 2007 برفقة سبيلبرغ وكوبولا لتقديم جائزة أفضل مخرج لصديقهم مارتن سكورسيزي. تحدث سبيلبرغ وكوبولا في خطابهما عن فرحة الفوز بجائزة أوسكار، وسخرا من لوكاس الذي لم يفز بتلك الجائزة بعد.
في يوليو 2013 منحه الرئيس باراك أوباما قلادة الفنون الوطنية لمساهماته في صناعة السينما الأمريكية.
في أكتوبر 2014 حصل لوكاس على عضوية فخرية من جمعية الصور المتحركة وهندسة التلفاز.

### الترشيحات لجائزة الأوسكار
- أفضل نص مقتبس عام 1974 عن فيلم American Graffiti
- أفضل مخرج عام 1974 عن فيلم American Graffiti
- أفضل نص أصلي عام 1978 عن فيلم Star Wars
- أفضل مخرج عام 1978 عن فيلم Star Wars

### الترشيحات لجائزة الجولدن جلوب
أفضل مخرج عام 1999
أفضل مخرج عام 1974 عن فيلم American Graffiti
أفضل مخرج عام 1978 عن فيلم Star Wars

## وصلات خارجية
- جورج لوكاس على موقع IMDb (الإنجليزية)
- جورج لوكاس على موقع ميتاكريتيك (الإنجليزية)
- جورج لوكاس على موقع الموسوعة البريطانية (الإنجليزية)
- جورج لوكاس على موقع روتن توميتوز (الإنجليزية)
- جورج لوكاس على موقع مونزينجر (الألمانية)
- جورج لوكاس على موقع ألو سيني (الفرنسية)
- جورج لوكاس على موقع ميوزك برينز (الإنجليزية)
- جورج لوكاس على موقع تيرنر كلاسيك موفيز (الإنجليزية)
- جورج لوكاس على موقع أول موفي (الإنجليزية)
- جورج لوكاس على موقع بوكس أوفيس موجو (الإنجليزية)
- جورج لوكاس  على قاعدة بيانات الخيال التأملي على الإنترنت